# Spiloloma
Spiloloma là một chi bướm đêm thuộc họ Erebidae.

## Loài
- Spiloloma lunilinea Grote, 1873